# Дунайский лосось
Дуна́йский лосо́сь (лат. Hucho hucho) — вид крупных лососёвых рыб. Ценная рыба рек бассейна Дуная, вытекающих из Карпат, представитель лососевых, известный на Балканах также под названием младица. Редкий вид, занесён в список охраняемых видов IUCN со статусом «вымирающий», находится под охраной во всех регионах обитания. Встречается в горных притоках Дуная в Словении, Сербии, Хорватии, Боснии и Герцеговине, Венгрии, Австрии, Словакии, Румынии, Чехии, юге Германии, на востоке Закарпатской области Украины в среднем и нижнем течениях рек Тересвы и Теребли. Раньше встречался в Прикарпатье — бассейнах Прута и Черемоша, но в настоящее время там уже не отмечается.

## Описание
Дунайский лосось — одна из крупнейших рыб горных рек, длина которой достигает более 180 см, масса — 60 кг. Вид считается реликтовой формой тайменя, ранее широко распространённого в водоёмах Евразии. Тело стройное, брусковатое. Почти половину большой головы занимает широкая пасть, челюсти усеяны множеством зубов. Выпуклые, чётко выраженные глаза посажены высоко на лбу. Это хищник, который активно охотится на широких плёсах. Быстрым, молниеносным движениям способствует характерное размещение спинного, анального и брюшных плавников — они смещены ближе к хвосту, лопасти которого очень широкие. Маскироваться рыбе помогает окраска, вроде цвета дна горной реки. Она серая с зеленоватым оттенком, часто переходит в коричнево-красный. Бока светлее, брюхо белое. На спине и боках чёрные пятна. Держится вблизи перекатов, мостов, нависших берегов, поваленных деревьев. В поисках пищи лосось переходит от тайника к тайнику в пределах выбранного участка. При опасности мгновенно исчезает.
Наиболее благоприятной для него является температура воды 15—20 °С, но при достаточном насыщении её кислородом (до 8—9 мг/л) может выдерживать температуру до 22 °C. На зимовку спускается к устьям рек и ям, где течение спокойнее, а в период нереста поднимается против течения, преодолевая препятствия высотой до 1,2 м. Самцы впервые начинают размножаться в три—четыре года, достигая массы 1—2 кг, самки — на четвёртом—пятом году жизни при массе 2—3 кг. Это рыбы длиной 50—60 см. Нерест происходит в марте-мае при температуре воды 6—10 °C.

## Размножение и развитие
Нерестилищами являются горные потоки глубиной 0,3—1,2 м. Здесь, на чистом галечном дне, где скорость течения достигает 0,6—1 м/с, самки выкапывают гнёзда — овальные ямы. Нерест парный, производители охраняют территорию вокруг гнезда, поэтому они находятся друг от друга на расстоянии более 70 м. Откладывают икру ночью, небольшими порциями в течение двух — пяти суток. Плодовитость самок возрастает с увеличением их длины, массы и возраста. Например, в четырёхлетней самке длиной 59 см и массой свыше 3 кг обнаружено 7,6 тыс. икринок диаметром 2 мм, в восьмилетней, длиной 84 см и массой 5,7 кг — 11,4 тыс. икринок диаметром 5 мм. Диаметр и масса икринок возрастают с увеличением возраста самок. Период инкубации икринок длится более месяца. Личинки долго живут за счёт желточного пузыря.
Молодь питается беспозвоночными, а впоследствии переходит на потребление рыбы. Наибольшая интенсивность питания осенью и зимой. Летом она снижается и прекращается вследствие повышения температуры воды. Потребляя преимущественно малоценную рыбу, молодь хорошо растёт, и на третьем году жизни её масса повышается более чем втрое. Лосось поедает таких рыб, как гольян, пескарь, елец-андруга, елец. В желудках шестилетних особей были обнаружены голавль, подуст, хариус, кумжа. На первом году жизни длина дунайского лосося достигает около 15 см, иногда и больше. Почти такие же приросты в длину наблюдаются и в следующие два—три года жизни. Затем темп роста замедляется, однако увеличиваются привесы массы.
На первом—четвёртом году они составляют от 70 до 760 г, на пятом—восьмом — от 1,3 до 2,2 кг. В связи с такими особенностями роста нецелесообразно вылавливать молодых рыб, так как это уменьшает воспроизводственные возможности этого вида.

## Экология
Лосось особенно желателен в водоёмах, заселённых малоценной рыбой. Причиной уменьшения численности дунайского лосося является зарегулирования и загрязнения рек. Строжайшая охрана и искусственное разведение лосося может способствовать увеличению его численности. Вылов дунайского лосося запрещён. Проводится программа по разведению и реинтродукции этого вида в Австрии, в верховьях Дуная, а также в некоторых балканских странах.